# رخصة القيادة في آيسلندا
رخصة القيادة الأيسلندية هي تصريح صادر عن وزارة النقل الأيسلندية يسمح لحاملها بتشغيل مركبة بمحرك.

## التصنيفات
تستخدم أيسلندا نفس الفئات مثل دول المنطقة الاقتصادية الأوروبية الأخرى، على الرغم من أن القوانين المحلية المتعلقة بالمركبات التي تشملها قد تختلف قليلاً عن الولايات القضائية الأخرى. تغطي كل فئة كلاً من نوبات التروس اليدوية والآلية .
| الفئة | وصف                               | ملاحظات                                                   |
| ----- | --------------------------------- | --------------------------------------------------------- |
| AM    | الدراجة                           |                                                           |
| A1    | دراجة نارية خفيفة                 | يشمل AM.                                                  |
| A2    | دراجة نارية                       | تشمل AM و A1 وعربات الثلوج وأربع عجلات .                  |
| A     | دراجة نارية ثقيلة                 | تشمل AM و A1 و A2 وعربات الثلوج وأربع عجلات وثلاث عجلات . |
| B1    | رباعية                            | غير مستعمل.                                               |
| B     | سيارة                             | تشمل AM و B1 و T وعربات الثلوج وأربع عجلات وثلاث عجلات .  |
| BE    | سيارة بمقطورة ثقيلة               |                                                           |
| C1    | شاحنة بضائع                       |                                                           |
| C1E   | شاحنة بضائع مع مقطورة ثقيلة       |                                                           |
| C     | شاحنة بضائع ثقيلة                 |                                                           |
| CE    | شاحنة بضائع ثقيلة مع مقطورة ثقيلة |                                                           |
| D1    | الحافلة الخفيفة                   |                                                           |
| D1E   | الحافلة الخفيفة مع مقطورة ثقيلة   |                                                           |
| D     | حافلة                             |                                                           |
| DE    | حافلة مع مقطورة ثقيلة             |                                                           |
| T     | جرار زراعى                        |                                                           |